# Khúc (họ)
Khúc (chữ Hán: 曲) là họ người Đông Á. Họ này tồn tại ở Việt Nam, Trung Quốc, Hàn Quốc và Triều Tiên. Khoảng 0,06% người Hán mang họ Khúc.

## Việt Nam
Nhân khi nhà Đường suy yếu, họ Khúc, đứng đầu là Khúc Thừa Dụ đã nổi dậy khởi nghĩa, lật đổ chính quyền đô hộ nhà Đường. Khúc Thừa Dụ tự xưng là Tiết độ sứ, thiết lập một chính quyền tự chủ. Trải qua 2 đời Khúc Thừa Dụ, Khúc Hạo, đến đời Khúc Thừa Mỹ thì bị Nam Hán chiếm vào năm 930.

### Người nổi tiếng
- Khúc Thừa Dụ
- Khúc Hạo
- Khúc Thừa Mỹ
- Khúc Thị Duyền

## Trung Quốc

### Phân bổ
Người họ Khúc (曲) phân bố rộng, nhưng chủ yếu tại đông bắc Trung Quốc. Tại Đài Loan, chủ yếu là dân di cư từ Sơn Đông tới sau khi chính phủ Trung Hoa dân quốc buộc phải rút ra đảo này.

### Người nổi tiếng
- Khúc Hoàn, Tấn Xương quận vương thời nhà Đường
- Khúc Trân
- Khúc Đoan
- Khúc Xu, bình chương quân quốc trọng sự, tập hiền đại học sĩ, phong tới Ứng quốc công thời Nguyên
- Khúc Tế Thanh
- Khúc Liêm
- Khúc Hữu Lương
- Khúc Ngải Linh, diễn viên Đài Loan
- Khúc Quốc Học, thư pháp gia Trung Quốc có tiếng tại hải ngoại.